# 北京东路的日子
《北京东路的日子》是一首于2010年创作并在网络上流行的中文歌曲，是南京外国语学校2010届高三（6）班学生自编自演的一首毕业歌。词、曲的作者为汪源；原唱者汪源、胡梦原、徐逸昊、许一璇、梁竞元、鲁天舒、姜玮珉、张鎏依、刘千楚、游彧涵、金书媛、张夙西等十二人均为同班同学。
2020年，中國手機品牌荣耀七周年時，邀請歌曲原班人馬製作《北京东路的日子》十年荣耀版， 新版歌曲由原作者汪源進行二次創作，並且發佈了新的MV。

## 歌词内容
北京东路是南京外国语学校（本部校区）的所在地，歌词的内容主要是怀念作者在南京外国语学校就读的岁月。据媒体报道，歌词中所提及的“方丈”是指其班主任刘洪雷；“凡哥”是指其数学课的授课教师；“乌龟大师”是指其地理课的授课教师邓奕；“顾萍”则是其历史课的授课教师顾萍。至于歌词中提及的“学乐先”，则为一款主要面向中学生群体进行推广的电子产品品牌为了提升品牌知名度而在街边派发的作业本。

## 创作者
创作者及他们的高中毕业去向为：
- 汪　源， 美国约翰霍普金斯大学
- 胡梦原， 美国乔治华盛顿大学
- 徐逸昊， 美国迪堡大学
- 许一璇， 美国弗吉尼亚大学
- 梁竞元， 美国埃默里大学
- 鲁天舒， 中国清华大学
- 姜玮珉， 美国罗切斯特大学
- 张鎏依， 中国上海外国语大学
- 刘千楚， 中国复旦大学
- 游彧涵， 美国威尔逊学院（英语：Wilson College (Pennsylvania)）
- 金书媛， 中国同济大学
- 张夙西， 美国南加州大学

## 影响
该歌曲在录制后不久被上传到网络，随后在网络走红。据媒体报道，该歌曲在上传后不久，其在优酷网上的点击次数已经达到六百多万人次。尽管歌曲的内容是描述南京外国语学校的生活，但仍在网友中取得共鸣。其后，该歌曲在中国大陆的校园中广泛流行，是毕业季经常出现的歌曲，亦有不少学校的学生将该歌曲进行改编，把歌词中的一些元素替换为自己学校的一些元素，如《九如东路的日子》、《厦门兴才的日子》、《华电的日子》等等，但均没有原歌曲知名。
2013年，配合南京外国语学校50周年校庆，由南京大学出版社出版的书籍《北京东路的日子--南京外国语学校毕业生成长记》亦以该歌曲的名称作为书名的一部分。